# Melvin Sheppard
Melvin Whinfield Sheppard (Almonesson Lake, 5 de setembro de 1883 -  Nova York, 4 de janeiro de 1942) foi um atleta norte-americano, campeão olímpico em Londres 1908 e Estocolmo 1912.
Rejeitado nos exames médicos para o Departamento de Polícia de Nova York, por ter coração dilatado, ele ganhou três títulos consecutivos da prova de 880 jardas no campeonato amador norte-americano entre 1906 e 1908, tornando-se um dos favoritos para as provas de meio-fundo nos Jogos Olímpicos de Londres de 1908.

## Londres 1908
Estes Jogos foram os primeiros em que os maiores corredores de 1500 m do mundo participaram, já que vários deles não competiram nos anteriores. Entretanto, as regras da prova fizeram com que vários deles não pudessem correr a final, já que, nas oito séries eliminatórias, apenas o vencedor delas passava à final, e os melhores deles não eram todos separados em séries diferentes, fazendo com que vários fossem obrigados a correr uns contra os outros nas próprias eliminatórias. Assim, campeões olímpicos anteriores e meio-fundistas de ponta como James Lightbody, dos Estados Unidos, campeão em St. Louis 1904, que não conseguiu vencer sua eliminatória, ficaram fora da final.
Sheppard venceu sua eliminatória com o tempo de 4m05s0, um recorde olímpico, que durou apenas até a realização da próxima bateria. Na final, entretanto, ele venceu a prova em 4m03s6, igualando o recorde olímpico anterior. Na prova dos 800 m, ele conseguiu sua segunda medalha de ouro com um resultado ainda mais expressivo, ao estabelecer o novo recorde mundial de 1m52s8 para a distância.
A terceira medalha de ouro veio integrando o revezamento medley, prova que só existiu nestes Jogos e consistia de uma equipe com quatro atletas correndo distâncias diferentes, num percurso total de 1600 metros. Mel correu a última perna de 800 m, completando a distância da prova em 3m29s4, sendo pela terceira vez campeão olímpico nos mesmos Jogos, desta vez junto com William Hamilton, Nathaniel Cartmell e John Taylor, companheiros de equipe.

## Estocolmo 1912
No período compreendido entre os dois Jogos, a reputação de Sheppard como meio-fundista cresceu a ponto de ser chamado de "o melhor corredor de meia-distância que o mundo já viu".
Neste período, ele integrou o revezamento que quebrou o recorde mundial da milha e venceu por duas vezes consecutivas o título amador americano dos 800 m, em 1911 e 1912. Com este cartel esportivo, além de tricampeão olímpico em 1908, ele chegou a Estocolmo 1912 como favorito para a prova dos 800 m.
Desta vez, entretanto, ficou apenas com a medalha de prata, sendo superado pelo compatriota James Meredith, que marcou um novo recorde mundial para a prova, 1m51s9. Mas ganharia ainda uma quarta e última medalha de ouro olímpica, no revezamento 4X400 m, junto com Edward Lindberg, Charles Reidpath e James Meredith, com novo recorde mundial e olímpico de 3:16.6.